# Кубок Англії з футболу 1999—2000
Кубок Англії з футболу 1999—2000 — 119-й розіграш найстарішого футбольного турніру у світі, Кубка виклику Футбольної Асоціації, також відомого як Кубок Англії.

## Кваліфікаційні раунди
Усі клуби, що беруть участь у змаганнях, але не грають Прем'єр-лізі або в Чемпіоншипі повинні пройти кваліфікаційні раунди.

## Перший раунд
На цій стадії турніру починають грати клуби з Першої та Другої ліг.
| Дата                      | Господарі                | Рахунок | Гості                    |
| ------------------------- | ------------------------ | ------- | ------------------------ |
| 29 жовтня                 | Рашден енд Даймондс      | 2:0     | Сканторп Юнайтед         |
| 30 жовтня                 | Олдершот Таун            | 1:1     | Генсфорд Таун            |
| 8 листопада Перегравання  | Генсфорд Таун            | 1:2     | Олдершот Таун            |
| 30 жовтня                 | Блекпул                  | 2:0     | Сток Сіті                |
| 30 жовтня                 | Брентфорд                | 2:2     | Плімут Аргайл            |
| 9 листопада Перегравання  | Плімут Аргайл            | 2:1 дч  | Брентфорд                |
| 30 жовтня                 | Бристоль Сіті            | 3:2     | Менсфілд Таун            |
| 30 жовтня                 | Бристоль Роверз          | 0:1     | Престон Норт-Енд         |
| 30 жовтня                 | Бертон Альбіон           | 0:0     | Рочдейл                  |
| 9 листопада Перегравання  | Рочдейл                  | 3:0     | Бертон Альбіон           |
| 30 жовтня                 | Кембридж Сіті            | 0:2     | Віган Атлетік            |
| 30 жовтня                 | Кембридж Юнайтед         | 1:0     | Гейтсхед                 |
| 30 жовтня                 | Челтенгем Таун           | 1:1     | Джиллінгем               |
| 9 листопада Перегравання  | Джиллінгем               | 3:2     | Челтенгем Таун           |
| 30 жовтня                 | Честерфілд               | 1:2     | Енфілд                   |
| 30 жовтня                 | Дарлінгтон               | 2:1     | Саутпорт                 |
| 30 жовтня                 | Донкастер Роверз         | 0:2     | Галіфакс Таун            |
| 30 жовтня                 | Ексетер Сіті             | 2:1     | Іствуд Таун              |
| 30 жовтня                 | Форест Грін Роверс       | 6:0     | Гайзлі                   |
| 30 жовтня                 | Хейз                     | 2:1     | Ранкорн                  |
| 30 жовтня                 | Герефорд Юнайтед         | 1:0     | Йорк Сіті                |
| 30 жовтня                 | Ілкстон Таун             | 2:1     | Карлайл Юнайтед          |
| 30 жовтня                 | Лейтон Орієнт            | 1:1     | Кардіфф Сіті             |
| 9 листопада Перегравання  | Кардіфф Сіті             | 3:1     | Лейтон Орієнт            |
| 30 жовтня                 | Лінкольн Сіті            | 1:0     | Веллінг Юнайтед          |
| 30 жовтня                 | Лутон Таун               | 4:2     | Кінгстоніан              |
| 30 жовтня                 | Маклсфілд Таун           | 0:0     | Галл Сіті                |
| 9 листопада Перегравання  | Галл Сіті                | 4:0     | Маклсфілд Таун           |
| 30 жовтня                 | Ноттс Каунті             | 1:1     | Борнмут                  |
| 9 листопада Перегравання  | Борнмут                  | 4:2     | Ноттс Каунті             |
| 30 жовтня                 | Олдем Атлетік            | 4:0     | Челмсфорд Сіті           |
| 30 жовтня                 | Оксфорд Юнайтед          | 3:2     | Моркам                   |
| 30 жовтня                 | Пітерборо Юнайтед        | 1:1     | Брайтон енд Гоув Альбіон |
| 9 листопада Перегравання  | Брайтон енд Гоув Альбіон | 3:0     | Пітерборо Юнайтед        |
| 30 жовтня                 | Редінг                   | 4:2     | Йовіл Таун               |
| 30 жовтня                 | Ротергем Юнайтед         | 3:0     | Вертінг                  |
| 30 жовтня                 | Шрусбері Таун            | 2:1     | Нортгемптон Таун         |
| 30 жовтня                 | Сент-Олбанс Сіті         | 0:2     | Бамбер Брідж             |
| 30 жовтня                 | Свонсі Сіті              | 2:1     | Колчестер Юнайтед        |
| 30 жовтня                 | Тамверт                  | 2:2     | Бері                     |
| 9 листопада Перегравання  | Бері                     | 2:1 дч  | Тамверт                  |
| 30 жовтня                 | Торкі Юнайтед            | 1:0     | Саутенд Юнайтед          |
| 30 жовтня                 | Вайтліф                  | 0:0     | Честер Сіті              |
| 9 листопада Перегравання  | Честер Сіті              | 3:1     | Вайтліф                  |
| 30 жовтня                 | Рексем                   | 0:0     | Кеттерінг Таун           |
| 10 листопада Перегравання | Кеттерінг Таун           | 0:2     | Рексем                   |
| 30 жовтня                 | Вікем Вондерерз          | 1:1     | Оксфорд Сіті             |
| 16 листопада Перегравання | Оксфорд Сіті             | 0:1     | Вікем Вондерерз          |
| 31 жовтня                 | Барнет                   | 0:1     | Бернлі                   |
| 31 жовтня                 | Бат Сіті                 | 0:2     | Хендон                   |
| 31 жовтня                 | Гартліпул Юнайтед        | 1:0     | Міллволл                 |
| 2 листопада               | Метрір Тідвіл            | 2:2     | Сейтлібрідж Селтік       |
| 9 листопада Перегравання  | Сейтлібрідж Селтік       | 3:1     | Метрір Тідвіл            |

## Другий раунд
До другого раунду увійшли переможці першого раунду. 
| Дата                      | Господарі                | Рахунок | Гості                    |
| ------------------------- | ------------------------ | ------- | ------------------------ |
| 19 листопада              | Лутон Таун               | 2:2     | Лінкольн Сіті            |
| 30 листопада Перегравання | Лінкольн Сіті            | 0:1     | Лутон Таун               |
| 20 листопада              | Блекпул                  | 2:0     | Хендон                   |
| 20 листопада              | Борнмут                  | 0:2     | Бристоль Сіті            |
| 20 листопада              | Бернлі                   | 2:0     | Ротергем Юнайтед         |
| 20 листопада              | Бері                     | 0:0     | Кардіфф Сіті             |
| 30 листопада Перегравання | Кардіфф Сіті             | 1:0 дч  | Бері                     |
| 20 листопада              | Кембридж Юнайтед         | 1:0     | Бамбер Брідж             |
| 20 листопада              | Ексетер Сіті             | 2:0     | Олдершот Таун            |
| 20 листопада              | Джиллінгем               | 3:1     | Дарлінгтон*              |
| 20 листопада              | Хейз                     | 2:2     | Галл Сіті                |
| 30 листопада Перегравання | Галл Сіті                | 3:2     | Хейз                     |
| 20 листопада              | Ілкстон Таун             | 1:1     | Рашден енд Даймондс      |
| 30 листопада Перегравання | Рашден енд Даймондс      | 3:0     | Ілкстон Таун             |
| 20 листопада              | Олдем Атлетік            | 1:0     | Свонсі Сіті              |
| 20 листопада              | Плімут Аргайл            | 0:0     | Брайтон енд Гоув Альбіон |
| 30 листопада Перегравання | Брайтон енд Гоув Альбіон | 1:2     | Плімут Аргайл            |
| 20 листопада              | Престон Норт-Енд         | 0:0     | Енфілд                   |
| 30 листопада Перегравання | Енфілд                   | 0:3     | Престон Норт-Енд         |
| 20 листопада              | Редінг                   | 1:1     | Галіфакс Таун            |
| 30 листопада Перегравання | Галіфакс Таун            | 0:1     | Редінг                   |
| 20 листопада              | Шрусбері Таун            | 2:2     | Оксфорд Юнайтед          |
| 30 листопада Перегравання | Оксфорд Юнайтед          | 2:1     | Шрусбері Таун            |
| 20 листопада              | Сейтлібрідж Селтік       | 1:2     | Честер Сіті              |
| 20 листопада              | Рексем                   | 2:1     | Рочдейл                  |
| 20 листопада              | Вікем Вондерерз          | 2:2     | Віган Атлетік            |
| 30 листопада Перегравання | Віган Атлетік            | 2:1     | Вікем Вондерерз          |
| 21 листопада              | Форест Грін Роверс       | 0:3     | Торкі Юнайтед            |
| 21 листопада              | Герефорд Юнайтед         | 1:0     | Гартліпул Юнайтед        |

* - Дарлінгтон пройшов до наступного раунду після жеребкування на місце, яке звільнилось після зняття з турніру Манчестер Юнайтед (клуб у січні 2000 року брав участь у Клубному чемпіонаті світу).

## Третій раунд
Переможці другого раунду зіграли з усіма командами з Прем'єр-ліги та Чемпіоншипу.
| Дата                   | Господарі            | Рахунок      | Гості                   |
| ---------------------- | -------------------- | ------------ | ----------------------- |
| 10 грудня              | Кембридж Юнайтед     | 2:0          | Крістал Пелес           |
| 10 грудня              | Ноттінгем Форест     | 1:1          | Оксфорд Юнайтед         |
| 8 січня Перегравання   | Оксфорд Юнайтед      | 1:3          | Ноттінгем Форест        |
| 11 грудня              | Астон Вілла          | 2:1          | Дарлінгтон              |
| 11 грудня              | Чарльтон Атлетик     | 2:1          | Свіндон Таун            |
| 11 грудня              | Кру Александра       | 1:2          | Бредфорд Сіті           |
| 11 грудня              | Дербі Каунті         | 0:1          | Бернлі                  |
| 11 грудня              | Ексетер Сіті         | 0:0          | Евертон                 |
| 21 грудня Перегравання | Евертон              | 1:0          | Ексетер Сіті            |
| 11 грудня              | Фулгем               | 2:2          | Лутон Таун              |
| 21 грудня Перегравання | Лутон Таун           | 0:3          | Фулгем                  |
| 11 грудня              | Грімсбі Таун         | 3:2          | Стокпорт Каунті         |
| 11 грудня              | Герефорд Юнайтед     | 0:0          | Лестер Сіті             |
| 22 грудня Перегравання | Лестер Сіті          | 2:1 дч       | Герефорд Юнайтед        |
| 11 грудня              | Галл Сіті            | 1:6          | Челсі                   |
| 11 грудня              | Норвіч Сіті          | 1:3          | Ковентрі Сіті           |
| 11 грудня              | Престон Норт-Енд     | 2:1          | Олдем Атлетік           |
| 11 грудня              | Квінз Парк Рейнджерс | 1:1          | Торкі Юнайтед           |
| 21 грудня Перегравання | Торкі Юнайтед        | 2:3          | Квінз Парк Рейнджерс    |
| 11 грудня              | Редінг               | 1:1          | Плімут Аргайл           |
| 21 грудня Перегравання | Плімут Аргайл        | 1:0          | Редінг                  |
| 11 грудня              | Шеффілд Венсдей      | 1:0          | Бристоль Сіті           |
| 11 грудня              | Сандерленд           | 1:0          | Портсмут                |
| 11 грудня              | Транмер Роверз       | 1:0          | Вест Гем Юнайтед        |
| 11 грудня              | Волсолл              | 1:1          | Джиллінгем              |
| 8 січня Перегравання   | Джиллінгем           | 2:1 дч       | Волсолл                 |
| 11 грудня              | Вотфорд              | 0:1          | Бірмінгем Сіті          |
| 11 грудня              | Вест Бромвіч Альбіон | 2:2          | Блекберн Роверз         |
| 22 грудня Перегравання | Блекберн Роверз      | 2:0 дч       | Вест Бромвіч Альбіон    |
| 11 грудня              | Віган Атлетік        | 0:1          | Вулвергемптон Вондерерз |
| 11 грудня              | Вімблдон             | 1:0          | Барнслі                 |
| 11 грудня              | Рексем               | 2:1          | Мідлсбро                |
| 12 грудня              | Честер Сіті          | 1:4          | Манчестер Сіті          |
| 12 грудня              | Гаддерсфілд Таун     | 0:2          | Ліверпуль               |
| 12 грудня              | Лідс Юнайтед         | 2:0          | Порт Вейл               |
| 12 грудня              | Шеффілд Юнайтед      | 1:1          | Рашден енд Даймондс     |
| 21 грудня Перегравання | Рашден енд Даймондс  | 1:1 пен. 5:6 | Шеффілд Юнайтед         |
| 12 грудня              | Тоттенгем Готспур    | 1:1          | Ньюкасл Юнайтед         |
| 22 грудня Перегравання | Ньюкасл Юнайтед      | 6:1          | Тоттенгем Готспур       |
| 13 грудня              | Арсенал              | 3:1          | Блекпул                 |
| 13 грудня              | Іпсвіч Таун          | 0:1          | Саутгемптон             |
| 21 грудня              | Болтон Вондерерз     | 1:0          | Кардіфф Сіті            |

## Четвертий раунд
У цьому раунді зіграли переможці попереднього етапу.
| Дата                  | Господарі               | Рахунок      | Гості                   |
| --------------------- | ----------------------- | ------------ | ----------------------- |
| 8 січня               | Грімсбі Таун            | 0:2          | Болтон Вондерерз        |
| 8 січня               | Астон Вілла             | 1:0          | Саутгемптон             |
| 8 січня               | Плімут Аргайл           | 0:3          | Престон Норт-Енд        |
| 8 січня               | Фулгем                  | 3:0          | Вімблдон                |
| 8 січня               | Транмер Роверз          | 1:0          | Сандерленд              |
| 8 січня               | Ньюкасл Юнайтед         | 4:1          | Шеффілд Юнайтед         |
| 8 січня               | Рексем                  | 1:2          | Кембридж Юнайтед        |
| 8 січня               | Ковентрі Сіті           | 3:0          | Бернлі                  |
| 8 січня               | Шеффілд Венсдей         | 1:1          | Вулвергемптон Вондерерз |
| 18 січня Перегравання | Вулвергемптон Вондерерз | 0:0 пен. 3:4 | Шеффілд Венсдей         |
| 8 січня               | Чарльтон Атлетик        | 1:0          | Квінз Парк Рейнджерс    |
| 8 січня               | Евертон                 | 2:0          | Бірмінгем Сіті          |
| 9 січня               | Арсенал                 | 1:1          | Лестер Сіті             |
| 19 січня Перегравання | Лестер Сіті             | 0:0 пен. 6:5 | Арсенал                 |
| 9 січня               | Манчестер Сіті          | 2:5          | Лідс Юнайтед            |
| 10 січня              | Ліверпуль               | 0:1          | Блекберн Роверз         |
| 11 січня              | Джиллінгем              | 3:1          | Бредфорд Сіті           |
| 19 січня              | Челсі                   | 2:0          | Ноттінгем Форест        |

## П'ятий раунд
На цьому етапі зіграли переможці попереднього раунду.
| Дата     | Господарі        | Рахунок | Гості            |
| -------- | ---------------- | ------- | ---------------- |
| 29 січня | Джиллінгем       | 3:1     | Шеффілд Венсдей  |
| 29 січня | Евертон          | 2:0     | Престон Норт-Енд |
| 29 січня | Ковентрі Сіті    | 2:3     | Чарльтон Атлетик |
| 29 січня | Кембридж Юнайтед | 1:3     | Болтон Вондерерз |
| 29 січня | Фулгем           | 1:2     | Транмер Роверз   |
| 30 січня | Астон Вілла      | 3:2     | Лідс Юнайтед     |
| 30 січня | Челсі            | 2:1     | Лестер Сіті      |
| 31 січня | Блекберн Роверз  | 1:2     | Ньюкасл Юнайтед  |

## Шостий раунд
На цьому етапі зіграли переможці попереднього раунду.
| Дата      | Господарі        | Рахунок | Гості            |
| --------- | ---------------- | ------- | ---------------- |
| 19 лютого | Болтон Вондерерз | 1:0     | Чарльтон Атлетик |
| 20 лютого | Челсі            | 5:0     | Джиллінгем       |
| 20 лютого | Евертон          | 1:2     | Астон Вілла      |
| 20 лютого | Транмер Роверз   | 2:3     | Ньюкасл Юнайтед  |

## Півфінали
У півфіналах зіграли команди, що перемогли на попередньому етапі.
| Дата     | Господарі        | Рахунок      | Гості       |
| -------- | ---------------- | ------------ | ----------- |
| 2 квітня | Болтон Вондерерз | 0:0 пен. 1:4 | Астон Вілла |
| 9 квітня | Ньюкасл Юнайтед  | 1:2          | Челсі       |

## Фінал
| 20 травня 2000 |

| Челсі         | 1:0      | Астон Вілла |
| ------------- | -------- | ----------- |
| Ді Маттео 73' | Протокол |             |

| Вемблі, Лондон Глядачів: 78 217 Арбітр: Грем Полл |